# Germain Chalaud
Germain Chalaud (Lons-le-Saunier, 1889 - 1967) fue un profesor universitario, algólogo, y briólogo francés.

## Algunas publicaciones

### Libros
- 1953. Faculté des Sciences de Toulouse. Écoles nationales supérieures d'ingénieurs L'École nationale supérieure agronomique. Ed. A. Gomès, 59 pp.
- 1951. La sélection végétale. Vol. 219 de Que sais-je? : le point des connaissances actuelles. 2ª ed. Presses Universitaires de France, 126 pp. ISSN 0768-0066
- 1942. Sur la biologie de "Fusarium heterosporum" Nees (F. lolii (W.G.Sm.) Sacc.) Ed. impr. de Oberthur
- 1938. Hépatiques de la Haute-Ariège (suite). Ed. impr. des frères Douladoure
- 1937. Essais de seigles en Haute-Ariège. 209 pp.
- 1937. Effet des doses toxiques de deux sels métalliques sur la germination des propagules de Lunularia cruciata Dum. Ed. The Chronica botanica Co. 60 pp.
- 1932. Manual of bryology. Ed. Frans Verdoorn & M. Nijhoff, 486 pp.
- 1928. Le Cycle évolutif de "Fossombronia pusilla Dum." Ed. Libr. générale de l'enseignement, 347 pp.
- 1927. Nouvelles observations sur les rameaux foliaires des bryophytes. Ed. Libr. générale de l'enseignement, 7 pp.

- La abreviatura «Chalaud» se emplea para indicar a Germain Chalaud como autoridad en la descripción y clasificación científica de los vegetales.[2]